# Marco Antonio de Carvalho
Marco Antonio Alves do Nascimento de Carvalho (Rio de Janeiro, 29 de Janeiro de 1988) é um diretor e roteirista brasileiro. Dirigiu o filme Mallandro, O Errado Que Deu Certo, com produção da Melodrama e distribuição da Downtown Filmes e Tudo por um Pop Star 2, uma produção da Panorâmica Filmes em coprodução com a Star Original Productions.

## Carreira
Marco Antonio de Carvalho nasceu na cidade do Rio de Janeiro no dia 29 de janeiro de 1988.
Sua primeira direção em longa metragem foi em 2022 com o longa Mallandro, O Errado Que Deu Certo, um filme satírico sobre o comediante brasileiro Sérgio Mallandro, com participações de Xuxa, Lúcio Mauro Filho, Fernando Caruso, Zico, André Mattos, entre outros.
Em 2023 foi o diretor de Tudo por um Pop Star 2, sequência de Tudo Por Um Popstar, sucesso lançado em 2018 com Mel Maia, Klara Castanho e Maisa Silva no elenco. O filme estreia dia 10 de Outubro nos cinemas.
Cursou Cinema na Universidade Estácio de Sá e, como ator profissional, tem formação pela CAL. Iniciou a carreira como produtor na premiada série do A&E, Intervenção. Em 2012, trabalhou como assistente de direção nos programas Perfumes da Vida (GNT) e Prêmio Multishow da Música Brasileira (Multishow). Em 2013, seguiu com Pegadinhas do Mallandro (Multishow), Papo de Mallandro 2ª e 3ª temporadas (Multishow) e O Boticário Nativa SPA (Peça publicitária). Em 2015, trabalhou no piloto da série Drop (SBT/Televisa).
Começou a carreira como diretor em 2012 com o vídeo institucional da Fundação Roberto Marinho, intitulado Obras MAR. Dirigiu e roteirizou o curta-metragem Desencontros, ganhando dois prêmios no Rio WebFest com o clipe "Vem Pra Mim" do Trio Ternura, com participação do Ronaldinho Gaúcho. Entre as produções para TV, dirigiu Desencalha (Multishow), Momento Maternidade (GNT), Minha Vida Anda (GNT), Expedição Terra (Rede Globo), Meu Professor é o Cara (Rede Globo), Profissões do Futuro (Rede Globo), Saúde à Vontade (Futura), Afinando a Língua (Futura), Um Pet Pra Chamar de Seu (Discovery), Coisas Intangíveis (Série documental para o Canal Curta!), entre outros.
Dirigiu diversas peças publicitárias para Coca-Cola, L'Oréal Paris, Hering, Mr. Músculo, Usaflex, Petrobras, Club Med e Plural. Na maioria de suas direções para publicidade, assinou também o roteiro.
Em 2016, assinou a direção do making of do longa Gaby Estrella - O Filme, baseado na série Gaby Estrella, exibida no canal Gloob. O filme teve lançamento oficial em 18 de janeiro de 2018. Em 2017, começou a carreira de assistente de direção de cinema, trabalhando no longa Tudo Por Um Pop Star, baseado no livro de mesmo nome da escritora Thalita Rebouças. O filme, protagonizado por Maisa Silva, Mel Maia e Klara Castanho, foi lançado no dia 11 de outubro de 2018. Em 2018, trabalhou em Cinderela Pop, baseado no livro de mesmo nome da escritora Paula Pimenta. O filme, protagonizado por Maisa Silva, Filipe Bragança e Fernanda Paes Leme, foi lançado no dia 28 de fevereiro de 2019. Em 2019, participou de Ricos de Amor, lançado em 30 de abril de 2020, dirigido por Bruno Garotti e co-dirigido por Anita Barbosa, com roteiro de Bruno Garotti e Sylvio Gonçalves. O filme é estrelado por Danilo Mesquita, Giovanna Lancellotti, Ernani Moraes e Fernanda Paes Leme. Em 2020, trabalhou em Diários de Intercâmbio, lançado em 2021, dirigido por Bruno Garotti, com estreia na Netflix.

## Trabalhos

### Cinema
| Ano  | Título                            | Função                   |
| ---- | --------------------------------- | ------------------------ |
| 2023 | Tudo por um Pop Star 2            | Diretor                  |
| 2022 | Mallandro, O Errado Que Deu Certo | Diretor                  |
| 2021 | Fazendo Meu Filme                 | Codiretor                |
| 2021 | Licença Para Enlouquecer          | Codiretor                |
| 2021 | Eike, Tudo ou Nada                | 1º Assistente de direção |
| 2020 | Diários de Intercâmbio            | 2º Assistente de direção |
| 2019 | Ricos de Amor                     | 1º Assistente de direção |
| 2018 | Cinderela Pop                     | 2º Assistente de direção |
| 2017 | Tudo por um Popstar               | 2º Assistente de direção |
| 2016 | Gaby Estrella - O Filme           | Direção de making of     |

### Televisão
| Ano  | Título                          | Emissora                 | Função                 |
| ---- | ------------------------------- | ------------------------ | ---------------------- |
| 2012 | Intervenção                     | A&E                      | Produtor               |
| 2012 | Papo Calcinha                   | Multishow                | Assistente de produção |
| 2012 | Obras Mar                       | Fundação Roberto Marinho | Diretor                |
| 2012 | Perfumes da Vida                | GNT                      | Assistente de direção  |
| 2012 | Aquecimento Prêmio Multishow    | Multishow                | Assistente de direção  |
| 2013 | Na Furada                       | Multishow                | Diretor                |
| 2013 | Desencalha                      | Multishow                | Diretor                |
| 2013 | Momento Maternidade             | GNT                      | Diretor                |
| 2013 | Papo de Mallandro, 2ª Temporada | Multishow                | Assistente de direção  |
| 2013 | Papo de Mallandro, 3ª Temporada | Multishow                | Assistente de direção  |
| 2013 | Pegadinha do Mallandro          | Multishow                | Assistente de direção  |
| 2014 | Expedição Terra                 | Rede Globo               | Diretor                |
| 2014 | Meu Professor é o Cara          | Rede Globo               | Diretor                |
| 2014 | Profissões do Futuro            | Rede Globo               | Diretor                |
| 2014 | Como será o amanhã?             | Rede Globo               | Diretor                |
| 2014 | Minha Vida Anda                 | GNT                      | Diretor                |
| 2015 | Saúde à Vontade                 | Canal Futura             | Diretor                |
| 2015 | Afinando a Língua               | Canal Futura             | Diretor                |

## [1]Prêmios e indicações
| Ano  | Prêmio      | Categoria         | Trabalho nomeado | Referência |
| ---- | ----------- | ----------------- | ---------------- | ---------- |
| 2016 | Rio WebFest | Melhor Videoclipe | Vem Pra Mim      | [ 1 ]      |
| 2016 | Rio WebFest | Voto Popular      | Vem Pra Mim      | [ 1 ]      |